# Rádio Livre
Rádio Livre é uma emissora de rádio brasileira da cidade do Rio de Janeiro. Transmite sua programação em 1440 kHz em AM.

## História

### Antecedentes
A Rádio Vera Cruz foi fundada em 1937, sendo de orientação católica. O anuário estatístico do antigo Distrito Federal de 1938 mostra que a estação operava inicialmente nos 1430 kHz. A emissora costumava divulgar as atividades da Arquidiocese do Rio de Janeiro e também teve um histórico com transmissões esportivas. Em 1975, a frequência adotou o nome de Rádio América.
A frequência passou a se chamar Rádio Jornal O Dia, do jornal de mesmo nome, em 1984. Em 1989, Ary de Carvalho, proprietário do jornal, publicou um comunicado informando que a emissora teve o controle acionado repassado para Múcio Athayde em setembro de 1988, fazendo com que a emissora passasse a se chamar Rio AM 1440.
A partir dos anos 1990, a emissora passou a enfrentar problemas em sua transmissão. Em 2001, é relatado que a rádio estava em crise, tocando apenas músicas. Além disso, sua transmissão era irregular, tendo períodos em que ficava fora do ar.

### Rádio Livre
Em 2001, a frequência passou à administração do grupo Radiodifusão Verde e Amarela, atual razão social da emissora. A emissora começou a transmitir a programação da Rede Jovem Pan. Em 2005, adotou o nome de Rádio Livre. Nessa época, a emissora foi reforçada com boletins jornalísticos e transmissões esportivas.
A Rádio Livre esteve arrendada à Igreja Mundial do Poder de Deus em 2008. No mesmo ano, voltou a ter programação própria. Chegou a receber nomes da Rádio Haroldo de Andrade, fechada naquele mesmo ano, como o radialista Carlos Bianchini, que assumiu a direção da emissora. A nova programação pôs fim à afiliação com a Jovem Pan.
Na década de 2010, a emissora chegou a ter grande parte de sua programação alugada para a comunidade religiosa Ramá. Desde 2018, a Rádio Livre voltou a ter programação eclética.